# 松尾光伸
松尾 光伸（まつお みつのぶ、または、こうしん、1943年 - ）は日本の彫刻家、基礎造形研究家、中国中央美術学院教授、中国清華大学美術学院彫塑学科客座教授。熊本県出身。
東京藝術大学美術学部卒。
柳宗理に師事。東京南画廊にて楕円形をモチーフとした作品で第一回個展を開催、作品が文化庁買上げ（東京国立近代美術館収蔵）となる。文化庁芸術家在外研修員、ハーバード大学視覚芸術センター客員芸術家。

## 来歴
- 1943年　熊本市に生まれる
- 1962年　熊本県立熊本高等学校卒業
- 1966年　2年間休学して東南アジア、アフリカ、南米を旅行
- 1970年　東京藝術大学美術学部卒業
- 1970年　財団法人柳工業デザイン研究所に勤務し、柳宗理に師事
- 1977年　初めての個展を南画廊(東京)で開催、出展作品が文化庁買上げとなる
- 1978年　第6回神戸須磨離宮公園現代彫刻展、朝日新聞社賞受賞
- 1979年　第1回ヘンリームア大賞展、優秀賞受賞
- 1980年　文化庁芸術家在外研修員、ハーバード大学客員芸術家
- 1984年　三重県菰野町尾高創房村にアトリエ開設
- 1986年　岐阜県奥養老に高さ36メートルの『オーバルタワー』を完成
- 1988年　日本現代陶彫展（土岐市）、大賞受賞
- 1992年　作家活動と平行して三重アートカレッジなどの社会活動に取組む
- 2005年　中国上海第二工業大学へ教授として招聘され、上海を中心に作家活動
- 2008年　北京オリンピック記念彫刻公園へ海外招聘作家20人に選ばれ『フィギャーズ』を設置
- 2009年　中国中央美術学院城市設計学院へ教授として招聘され、中国各地に作品を設置
- 2010年　中国清華大学美術学院彫塑学科へ客座教授として招聘され、学術交流を進める
- 2012年   中国河南省蕪湖市国際彫刻公園に『歴史の輪』を設置

　　　　　　 日中両国で、造形教育及び医療福祉に活用可能な『情報造形（INFORMART）』の特許を取得し、
　　　　　　 普及事業の実施を開始
- 2015年　中国広州美術学院美術館で個展と講演を実施
- 2016年　中国深圳1618芸術空間で個展を実施

　　　　　　 中国清華大学芸術博物館前庭に『歴史の輪』を設置
- 2018年　中国浙江省温州彫塑公園に『展開』を設置
- 2019年   2021年杭州アジアオリンピック会場設置彫刻作家に選出される

　　　　　　オランダで財団法人《Matsuo Form Art 》を設立
　　　　　　中国深圳第二回琵鷺杯公共芸術精鋭展にて『里・外 夜間』を発表
　　　　　　日本基礎造形学会名誉会員に任命される
　　　　　　中国河南省鄭州国際彫塑公園に『繁衍』を設置

## 主な作品
- 1978年　『オバロジー』神戸市王子公園
- 1979年　『オバロジーキューブ』美ヶ原高原美術館
- 1981年　『オーバル モデュラー』ハーバード大学視覚芸術センター
- 1986年　『オーバルタワー』岐阜県上石津町広導館聖光御苑
- 1989年　『ときの翔』熊本県津奈木町
- 1990年　『アーク オブ ナガノ』長野市安庭公園
- 1990年　『風の弓』名古屋国際会議場
- 1992年　『オーバル トーラス』八戸ハイテクパーク
- 1992年　『時のカプスール』熊本県津奈木町
- 1994年　『宙のカプスール』/『石舞台』三重県総合文化センター祝祭広場
- 2001年　『協栄』刈谷市ミササガ公園

### 中国作品
- 2008年　『親和』上海第二工業大学設計学院
- 2008年　『フィギャーズ』北京オリンピック記念彫刻公園
- 2008年　『品』上海第二工業大学正門前広場
- 2009年　『時光の翼』オルドスアジア芸術祭主題彫刻公園（内モンゴル）
- 2012年　『歴史の輪』蕪湖市景区公園（安徽省）
- 2016年　『歴史の輪』清華大学芸術博物館前庭（北京）
- 2018年   『展開』浙江省温州彫塑公園
- 2019年　『里・外 夜間』深圳第二回琵鷺杯公共芸術精鋭展

　　　　　　 『繁衍』鄭州国際彫塑公園（河南省）

## 社会活動
- 1973年　　シンポジウム人間都市くまもと展プロデュース
- 1995年　　三重アートカレッジ（1995-98まで4回開催）主宰
- 1997年　　パブリックアートフォーラム全国シンポジウム四日市実行委員長
- 1998年　　アジア基礎造形学会中国大会（広州）参加、基礎造形学会会長

　　　　　　　 福井・滋賀・三重市民活動フォーラムʻ98（三重県）実行委員長
- 1999年　   NPO（特定非営利活動）法人福祉芸術文化研究会設立、理事長

ヘルスケアアートフォーラム東海イン四日市実行委員長

横浜市磯子区公会堂緞帳を障害を持つ画家の原画で構成監修

国際バリアフリーアート2000カレンダー発行(２００９年迄10回発行)
- 2000年　   アジア基礎造形連合学会中部大会（大垣市ソフトピアジャパン） 事務局長

国際バリアフリーアートサミット展（福岡・宮崎・沖縄） 主宰
- 2001年　   日本児童・青少年バリアフリーアート英国展（英国グラスゴー市） 主宰
- 2002年　   ９名の障害者作家と19名のサポーターによる中国山東省ウェファン国際旗あげ大会参加団団長

バリアフリーアート中国交流展（ウェファン市図書館）主宰

みえ健康福祉フェスタ企画プロデュース
- 2003年　    国際バリアフリーアート日中交流展（岐阜・名古屋・三重・水俣・熊本）主宰、

水俣国際エコ・バリアフリーカイトフェスタ企画プロデュース
- 2005年   　第三回アジア基礎造形学科い連合大会を企画プロデュース

　　　　　 　　中国美術系教育機関での基礎造形及び抽象造形についての指導、教諭を本格的に実施
- 2006年 　  中国北京清華大学で実施された第２回科学と芸術展へ、論文《情報造形（INFORMART）の

　　　 　　　　造形言語と基礎造形への応用》を発表
- 2012年 　  日中両国で、造形教育及び医療福祉に活用可能な『情報造形（INFORMART）』の特許を取得し、  　　　　　  普及事業の実施を開始
- 2016年      中国深圳1618芸術空間で個展を実施し、フォーラム《現代の抽象造形》を開催
- 2019年 　  2021年杭州アジアオリンピック会場設置彫刻作家に選出される

　　　　　　   オランダで財団法人《Matsuo Form Art 》を設立
日本基礎造形学会名誉会員に任命される